# Golobar
Golobar je okoli 1200 mnm visok hrib z istoimensko planino nad vasico Kal - Koritnica v Bovški kotlini nad levim bregom Soče. 
Planina Golobar (okoli 1250 mnm) leži na veliki terasi v vznožju izrastkov grebena, ki se vleče od Krna proti severozahodu. Na zahodu se nad planino dvigata gozdnati stožec Javorščka (1557 mnm) in hrib Čez Utor (1305 mnm). Na planino je v času intenzivnega izkoriščanja gozdov vozila krožna tovorna žičnica, imenovana tolminka.

## NOB
Na planini je aprila 1943 taboril del 2. bataljona Severnoprimorskega odreda. Dne 26. aprila, ko bi morali tam ustanoviti Gradnikovo brigado, je na planino prišla italijanska vojska. V celodnevnem spopadu je padlo 42 partizanov, med njimi tudi Cveto Močnik - Florijan. Naslednji dan so se fašisti zverinsko znesli nad trupli pobitih partizanov, s planine Golobar so jih namreč z mulami zvlekli kot drva v dolino ter jih nato razstavili kot opomin vsem na bovškem pokopališču. 